# دايفيد غوزمان
دايفيد غوزمان (بالإسبانية: David Guzmán)‏ (و. 1990  م) هو لاعب كرة قدم كوستاريكي، ولد في سان خوسيه، كوستاريكا، شارك في كأس العالم 2018، مركز لعبه هو لاعب وسط.

## روابط خارجية
- دايفيد غوزمان على موقع الاتحاد الدولي (مؤرشف)  (الإنجليزية)
- دايفيد غوزمان على موقع الدوري الأمريكي (الإنجليزية)
- دايفيد غوزمان على موقع قاعدة بيانات كرة القدم.إي يو (الإنجليزية)
- دايفيد غوزمان على موقع ناشيونال فوتبول تيمز (الإنجليزية)
- دايفيد غوزمان على موقع Soccerway.com (الإنجليزية)
- دايفيد غوزمان على موقع عالم كرة القدم.نت (الإنجليزية)
- دايفيد غوزمان على موقع AS.com (الإسبانية)